# 淡水水上機場
25°09′52″N 121°26′51″E / 25.164415°N 121.447473°E
淡水水上機場，是位於台灣新北市淡水區的機場遺跡，興建於1937年，是台灣的第二座國際機場（第一為松山機場），當前為新北市市定古蹟。

## 歷史

### 台灣日治時期

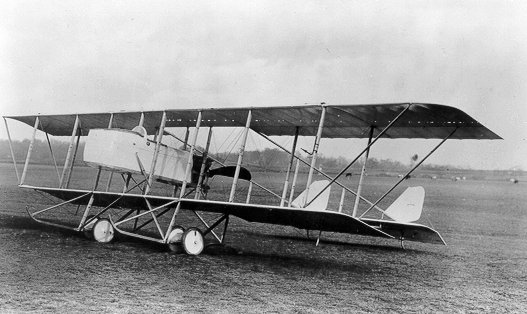
モ式4型,日本國產化後稱モ式6型

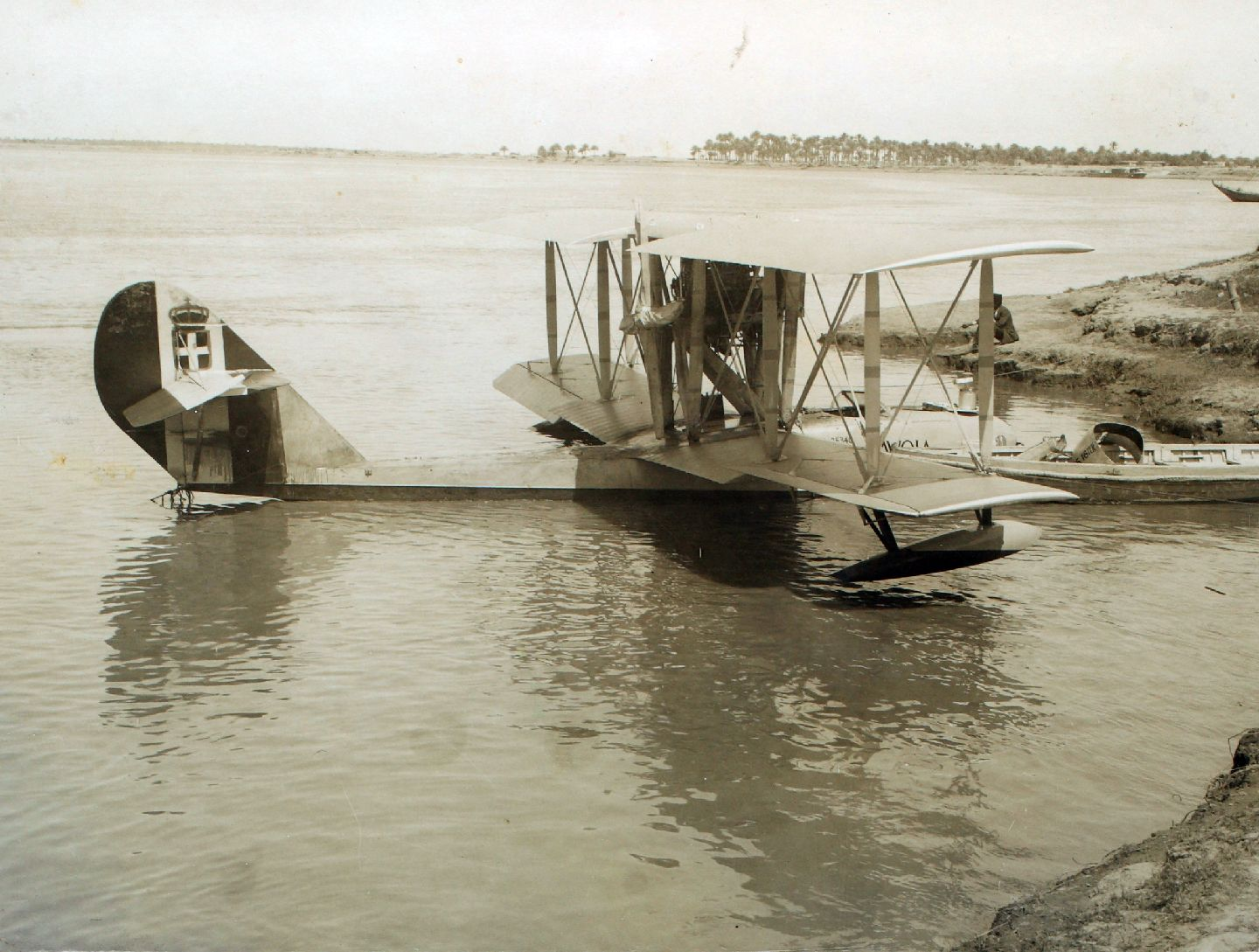
SIAI S.16飛行艇

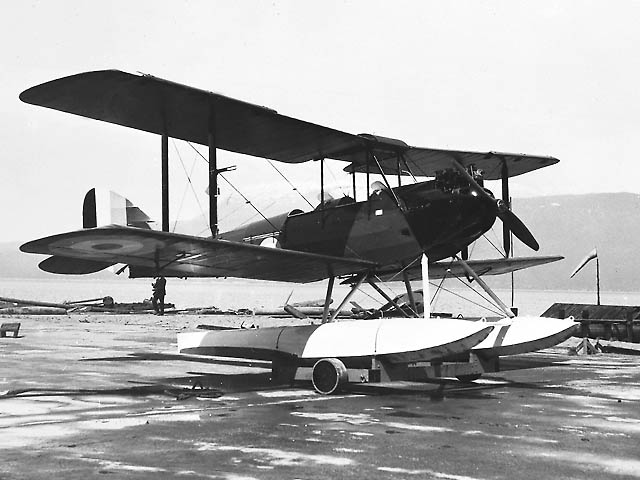
Gipsy Moth複葉水上飛機

第一次世界大戰（1914－1918年）的軍事需求，促使航空技術突飛猛進，而一戰後的十年間，各國航空發展無不以飛機的續行距離、滯空時間與長距離飛行紀錄為主要挑戰。1919年1月臺灣總督府警務局成立警察航空班，表面雖為了同化政策，實際乃防備外國之威脅，培養台灣人對飛機的基礎智識，以及準備將來設立大規模的機場，達成日本台灣郵便飛行的任務。
淡水最早的航空活動乃是1920年6月5日，當日清晨7點航空班的モ式6型飛機(Maurice Alain Farman製作)由臺灣步兵第一聯隊的臺北古亭庄練兵場起飛，以高度600公尺經艋舺、江頭一帶沿淡水河飛行，於8點10分降落於淡水河口沙洲。當時外國水上飛機進行洲際飛行而抵達台灣時，也會將淡水視為停泊點來進行補給，義大利空軍中校Francesco de Pinedo駕駛SIAI S.16飛行艇進行全程5,300公里的洲際飛行試驗，於1925年4月21日自羅馬起飛，同年9月18日抵達淡水。紐西蘭人Francis Chichester於1931年7月3日駕駛Gipsy Moth複葉水上飛機自雪梨起飛，同年8月5日飛抵淡水。

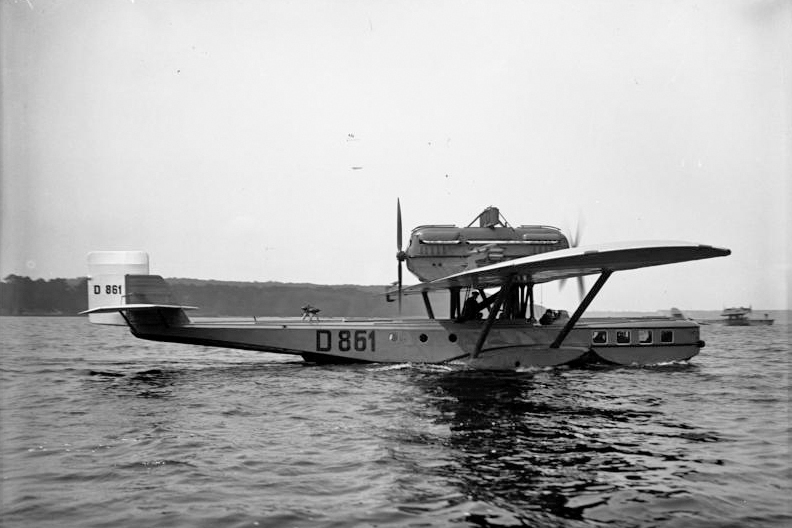
Dornier DoJ Wal飛行艇

1930年台灣總督府為推行「內臺航線」，於同年5月6日成立交通局遞信部「臨時航空調查掛」。當時任交通局書記兼臨時航空調查掛勤務的根津熊次郎於
1931年4月向總督府提出「淡水水陸兩用國際空港」之建議，但是淡水的陸上機場提案受到預算與腹地面積因素，被時任交通局遞信部航空係囑託佐倉光一於1933年提出的「松山國際機場案」所替代。且因當時於陸上起降飛機的搭載量較水上飛機多，為當時空運主流，使得「淡水水陸兩用國際空港」之建議暫遭擱置。1931年臺灣總督府與日本遞信省航空局達成具體協定，計畫首次的「內臺間郵便試驗飛行」，該試驗目的希望達成「水上機及陸上機之使用價值比較、內臺間『一日連絡』航線之開拓、晝夜飛行測試、航線附近氣象狀態調查」。1931年10月5日，日本航空輸送株式會社的「白鳩號」（川崎Dornier Do J Wal飛行艇）自福岡名島水上飛行場起飛，同日抵達淡水。
由於淡水河口長約5公里的河道筆直，最寬處約有1.3公里，鼻頭崙突出於淡水河岸正對著出海口，再加上當時淡水線鐵道的興建與陸路交通網的建立，使得往來台北之間非常便捷，這些因素促使日本官方決定在淡水鼻仔頭興建水上機場。

### 機場興建
1940年4月「內地南洋間定期航線」成功開設，台灣總督府依根津熊次郎所提「淡水水上飛行場」興建方案選定淡水鼻仔頭村為機場用地，名為「淡水飛行場」，同年8月6日由交通局遞信部開始測量調查，12月15由臺北州總務課及淡水郡役所完成淡水街竿蓁林一帶（鼻仔頭）約8.954甲之機場用地
（含一棟木造房屋）收購。機場設計規劃由交通局基隆築港出張所長吉村善臣負責，1941年3月29日舉行機場興建動土之「地鎮祭」。同年興建完工，主要建有機場事務所、飛機修護廠、油庫、航空測候所、溜滑台、牽引機等，並在淡水河道中央的沙洲豎立一支風幡作為觀察氣流之用，原地的淡水富家黃東茂別墅因此被收購拆除。淡水水上機場開放由日本民營「大日本航空株式會社」規劃經營，1941年7月19日新開設「淡水曼谷線」（每兩週一次來回），成為台灣第二個國際機場，也是當時島內唯一的民間航空水上機場。
淡水飛行場主要功能是作為民用飛機長途飛行中加油轉運之用。營運航線是兩週往返一次的橫濱經淡水至盤谷（曼谷）航線，當時使用的飛機主要為載客約為二十人的雙引擎川崎飛行艇。水上機場與商港同時使用河道，每當水上飛機將起飛或降落前，巡邏艇會在淡水河道上巡邏，用擴音器通知所有船隻避開河道，以確保飛航安全。1941年12月8日本偷襲美國珍珠港，同年12月12日日本政府宣布停止航線，民用時期僅為1941年7月19日至12月12日，主要經營以橫濱為起點，淡水為中繼站，經海口、西貢、曼谷的民用水上飛機航線。此後，僅有零星包機曾過境加油。
配合戰時營運及強化航空設施，1942年7月起臺灣總督府與日本軍方陸續於淡水水上機場增建，包括機場內的測候所，並於原淡水稅關監視部前空地興建約兩百坪建物，內含交通局遞信部、大日本航空株式會社、測候所、稅關、警察相關部門及出張所的「航空事務聯絡合同廳舍」，供機場所屬人員辦公及乘客出入境使用。1942年10月日本陸軍在大日本航空株式會社臺北支所內設立「南方航空輸送部臺北出張所」，海軍則於橫濱支所設立「海軍第五徵用輸送機隊」，進行包含淡水水上機場在內的南方中繼航線之相關業務。

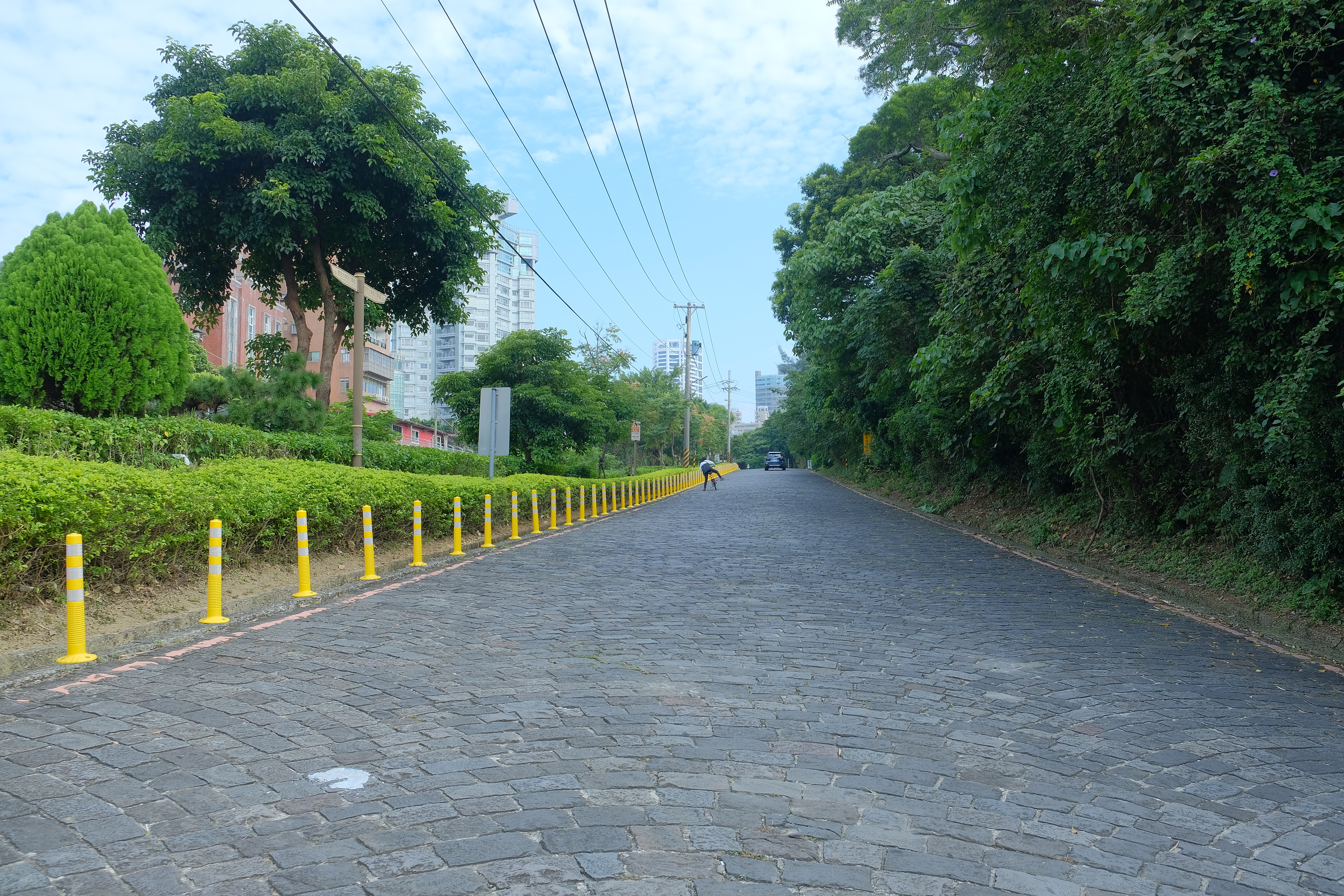
日治時期建造之石板聯絡道

1943年，日本軍方徵收淡水水上機場作為戰爭使用，便不再有民航機在淡水機場起降。隨後，駐紮東港的日本海軍航空隊進駐。日本軍方在進出機場之聯絡道路鋪上石頭路面，並於機場內修築防空洞，並添加助航設備，先在沙崙設置座「航空無線電羅針所」，1944年在關渡丘陵上設置一座航空燈塔，同年10月12日美軍轟炸淡水水上機場，擊中水上機場旁的英商嘉士洋行倉庫的油槽，機場損失輕微。

### 中華民國時期
1945年8月日軍投降後，淡水水上機場由國府空軍接收，從此不再做為機場使用，也不再對外開放。1998年「搶救淡水河行動聯盟」提出申請，要求指定鼻仔頭的淡水氣候觀測所、淡水水上機場、原英商嘉士洋行倉庫等三處歷史建築為古蹟，2000年台北縣政府公告三處為古蹟，才使得淡水水上機場避免因「淡水河北側沿河快速道路」計畫而被拆除。

### 現況
水上機場位於捷運淡水站出口右側，緊鄰英商嘉士洋行倉庫，在2010年前由空軍氣象聯隊所管轄，目前為中華民國陸軍關渡地區指揮部裝騎部隊所管轄，日治時期的建物都已改建，僅存停機坪，以及牽引水上飛機上岸之溜滑台與幾處防空洞，淡水水上機場目前仍有軍隊駐紮管制，門禁森嚴，一般人無法進入。

#### 停機坪
由大小相同的混凝土塊拼接而成，地坪目前依舊可見由方形白色磁磚鑲嵌形成的一條中軸線，用以引導水上飛機上岸，停機坪廣場上仍留有栓機樁的遺跡。

#### 溜滑台
目前可見長度為45公尺，寬度為34.84公尺，延伸至河道水面下5－6公尺，由厚20公分的混凝土板組成，每塊混凝土板尺寸為長10公尺、寬5公尺，表面相當堅固，依舊十分平整。

#### 防空洞
大多為洞頂設有混凝土排氣管的磚造混凝土設施，內邊緣有排水道。

## 圖片輯

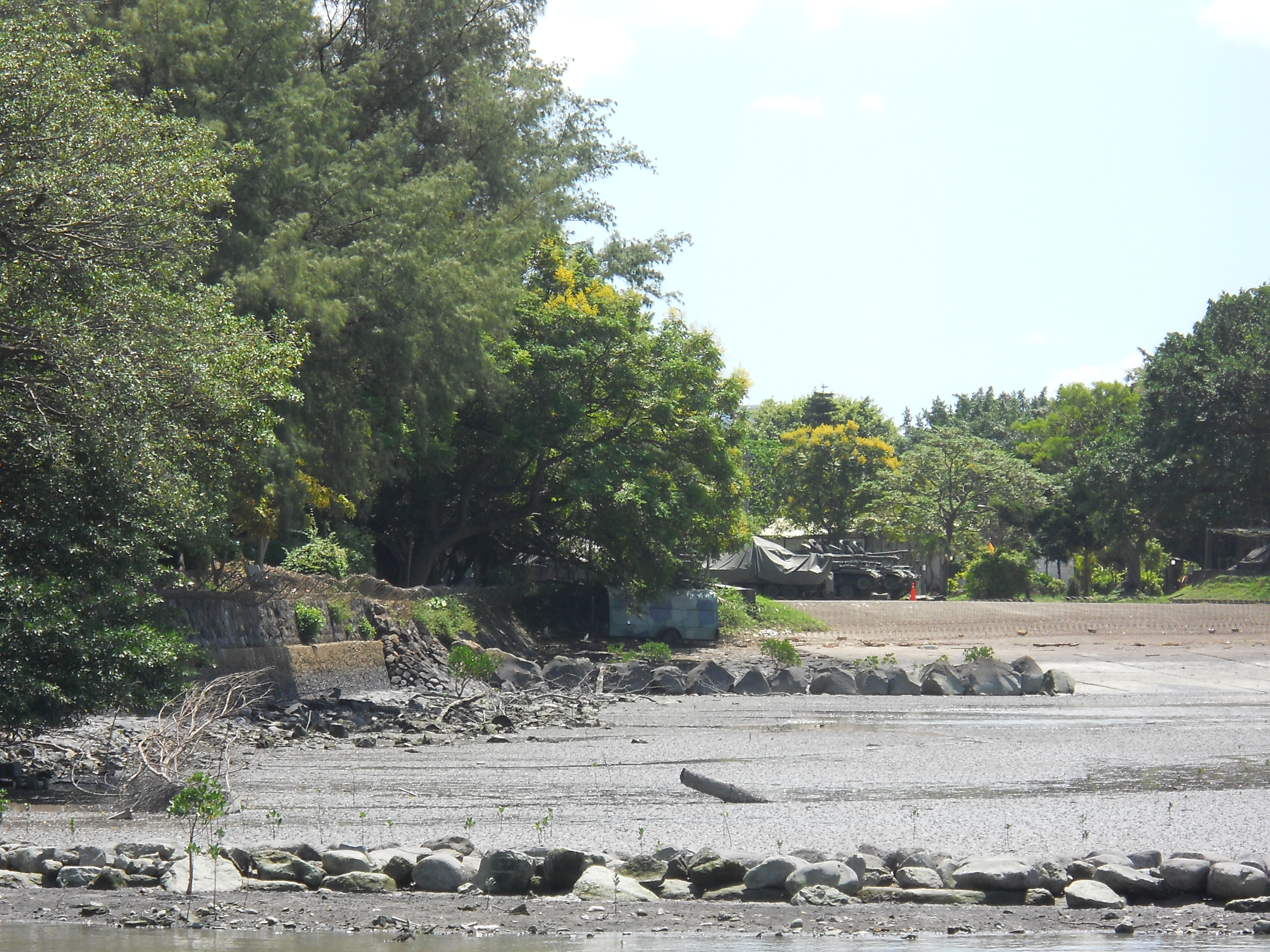
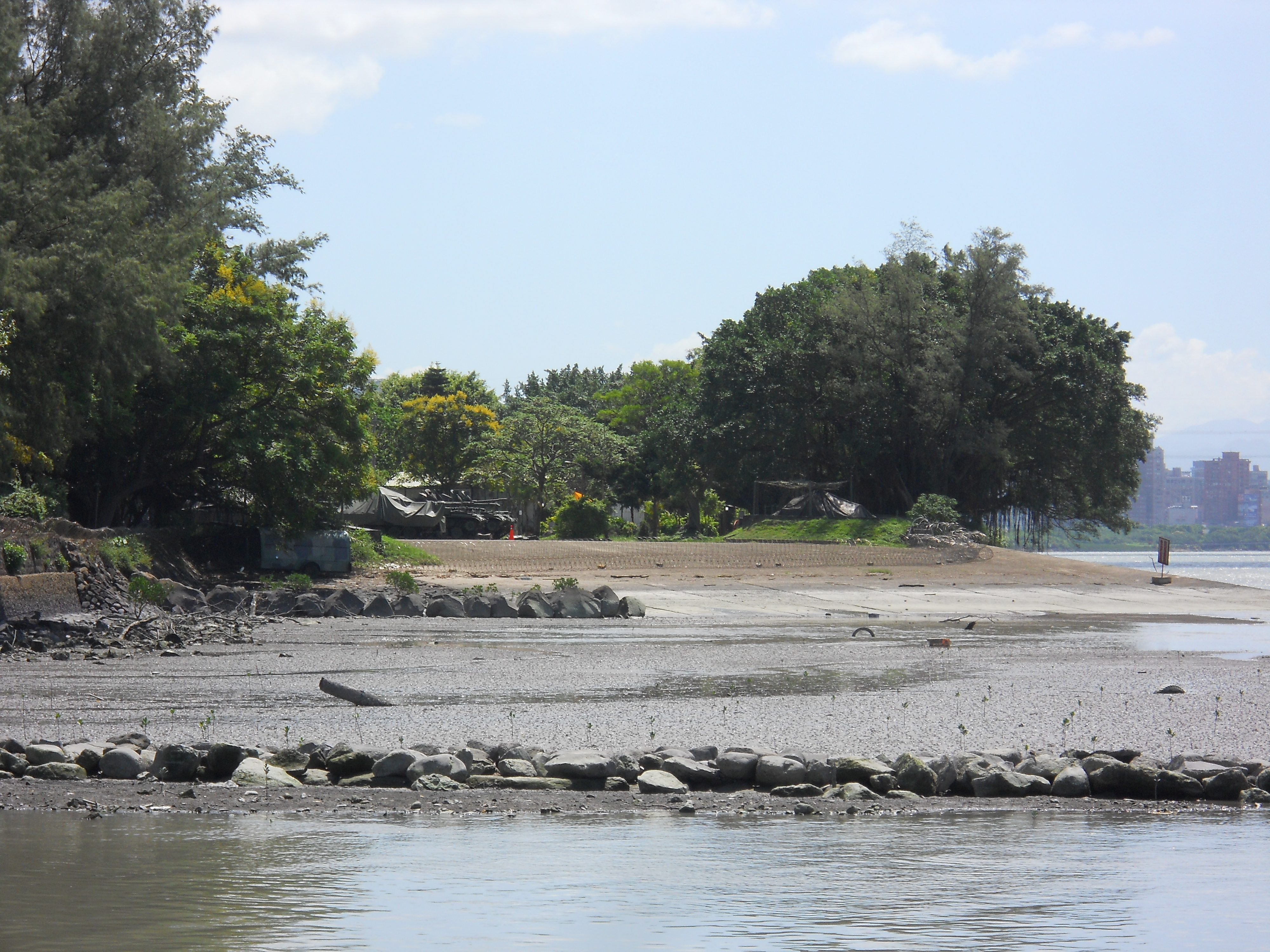
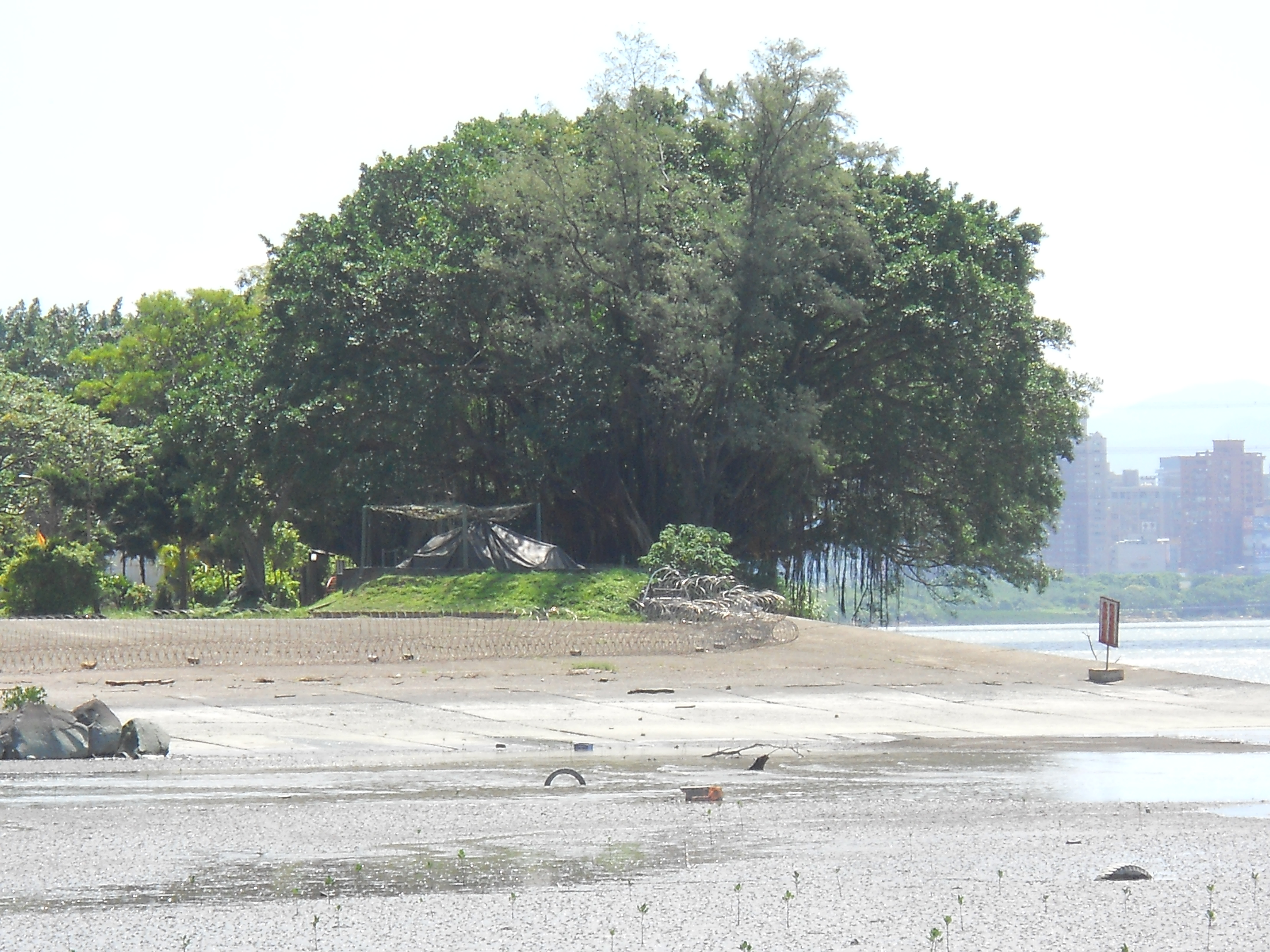
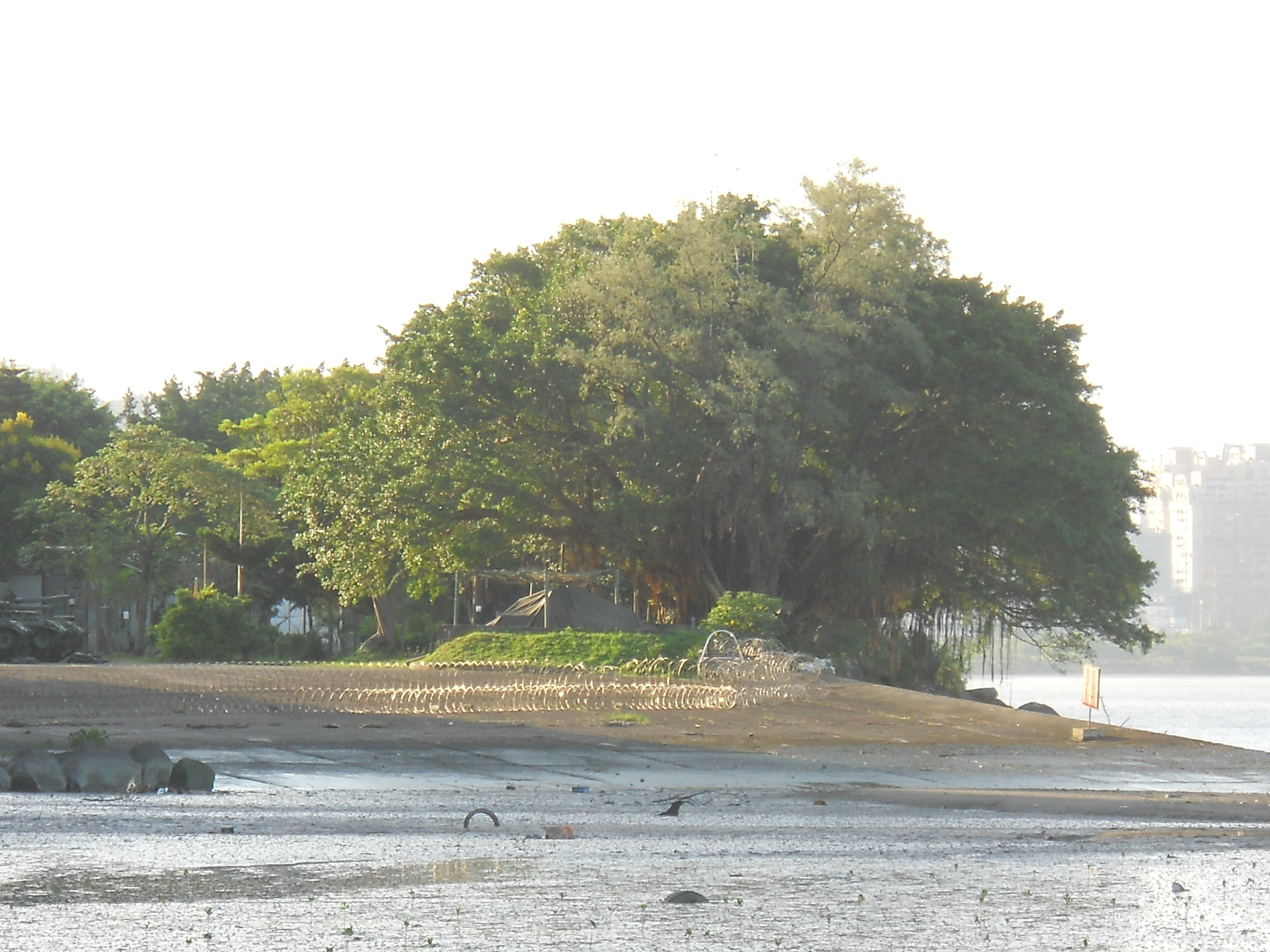
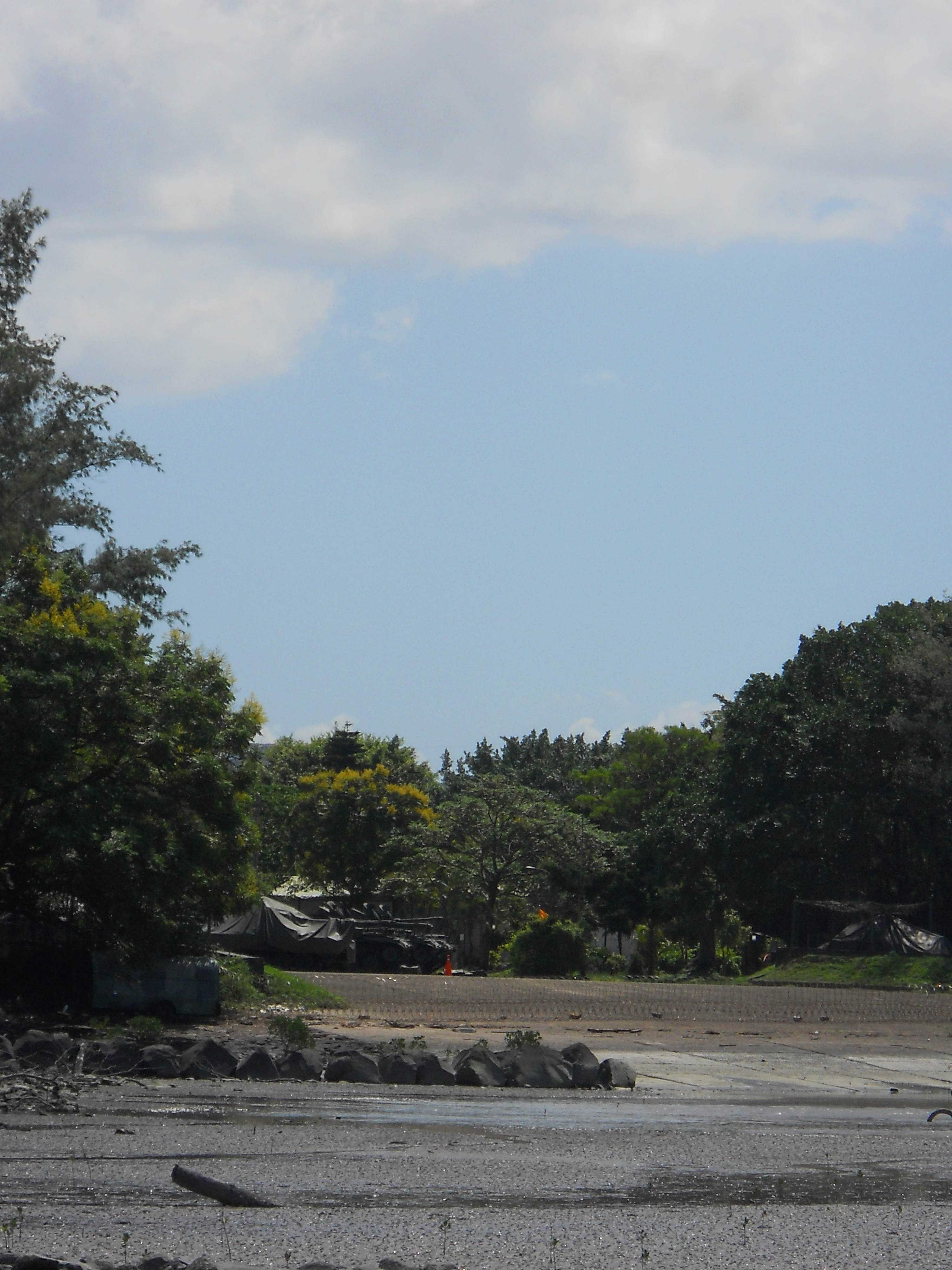
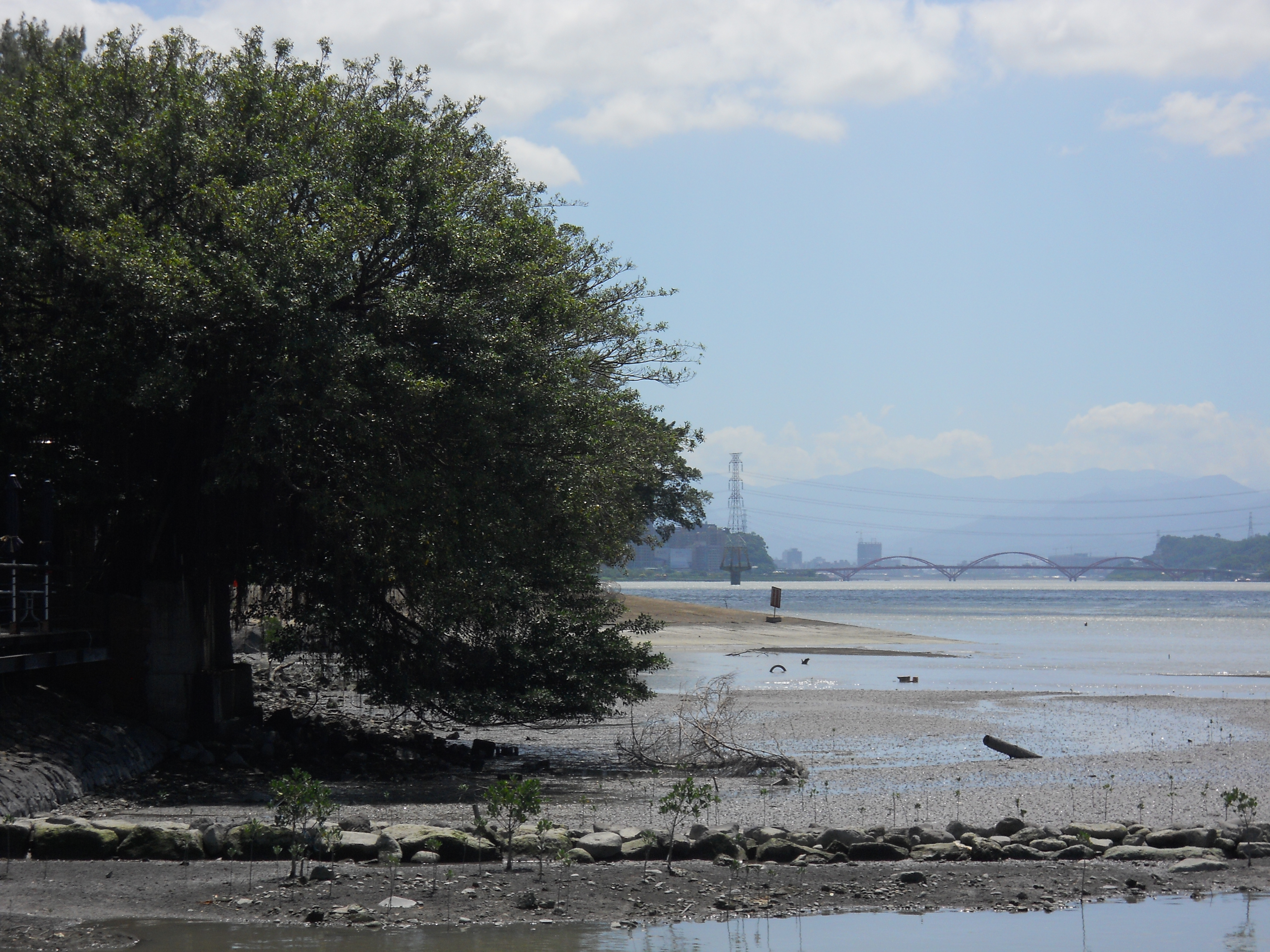
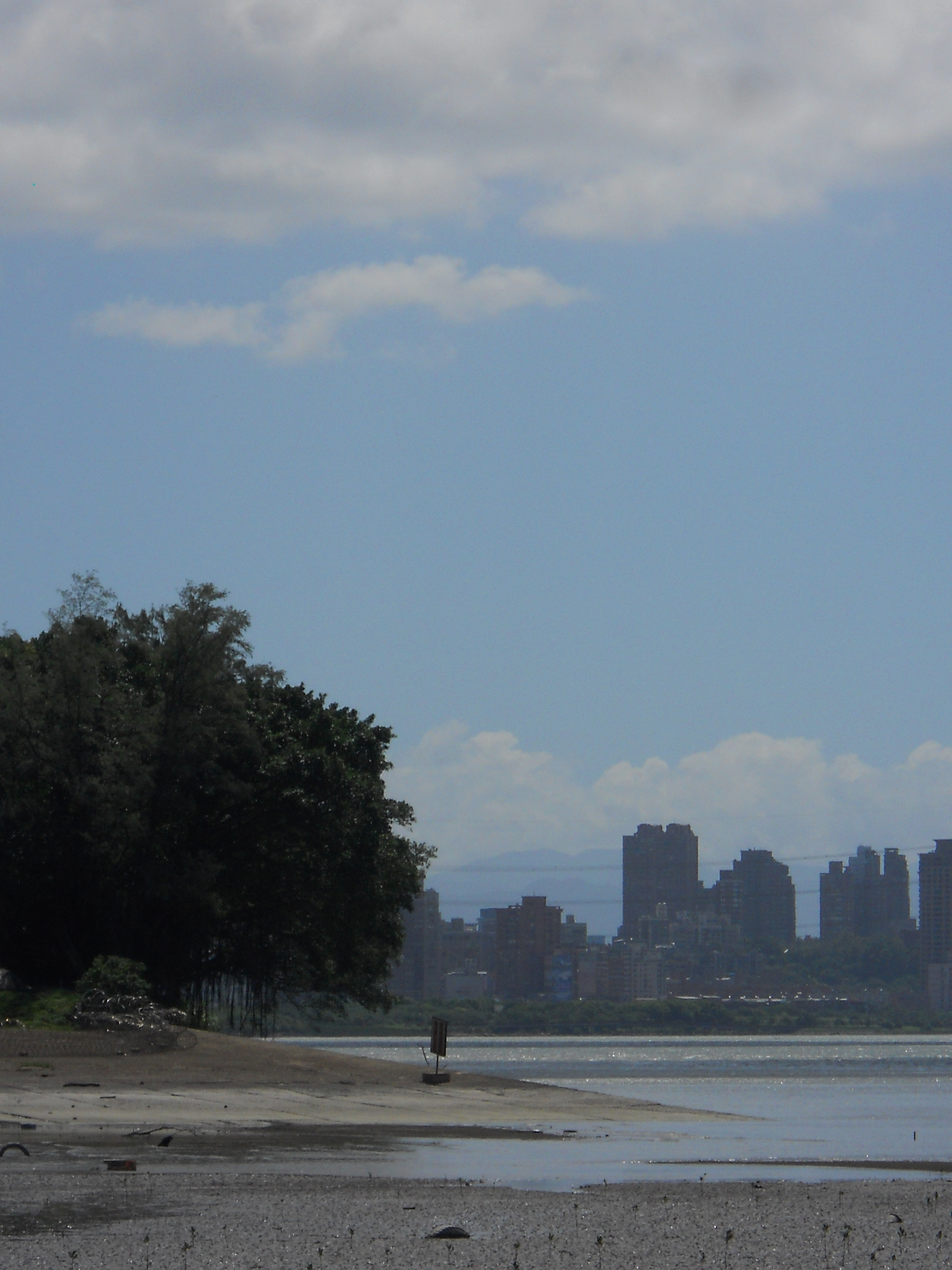
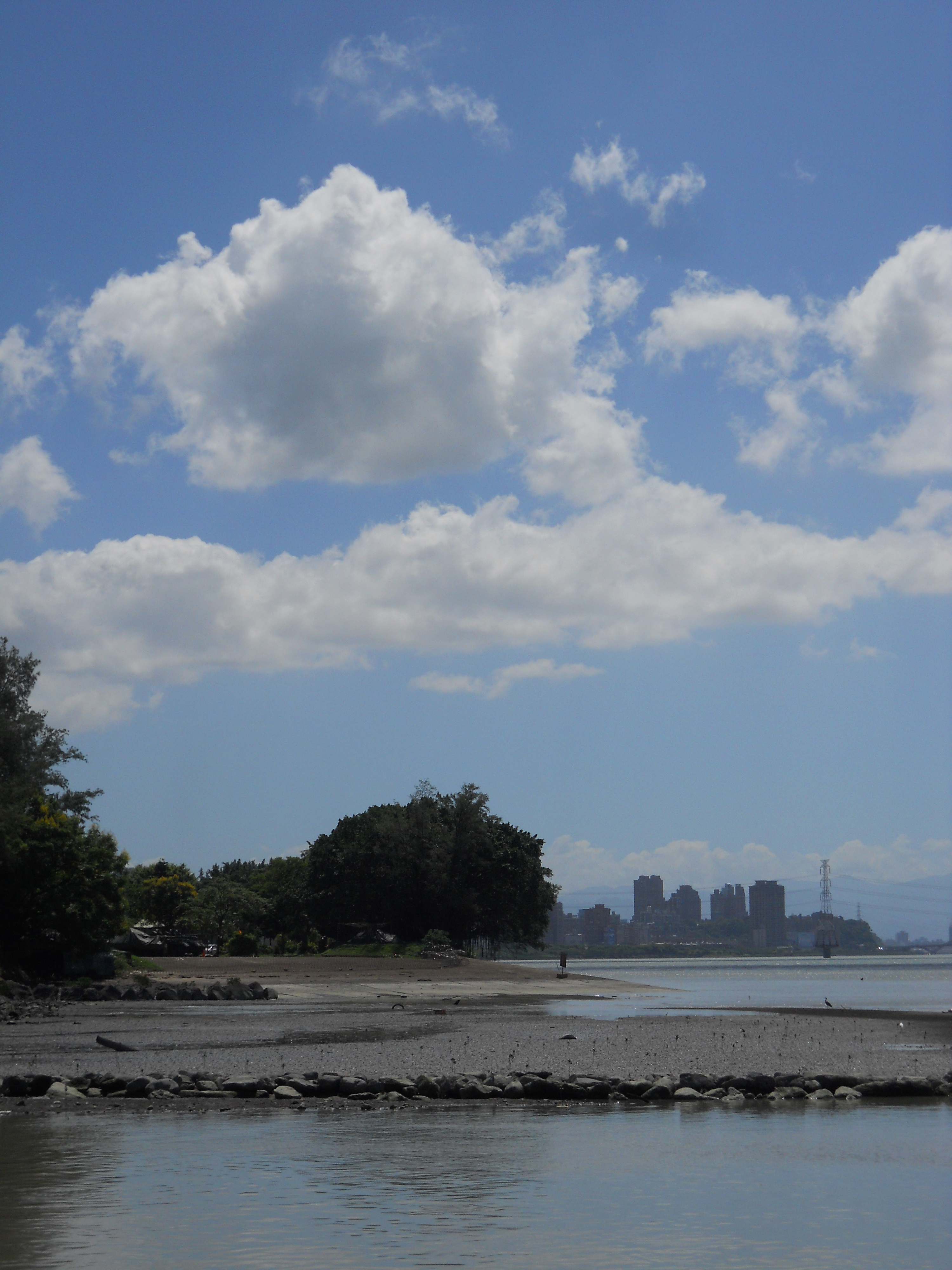
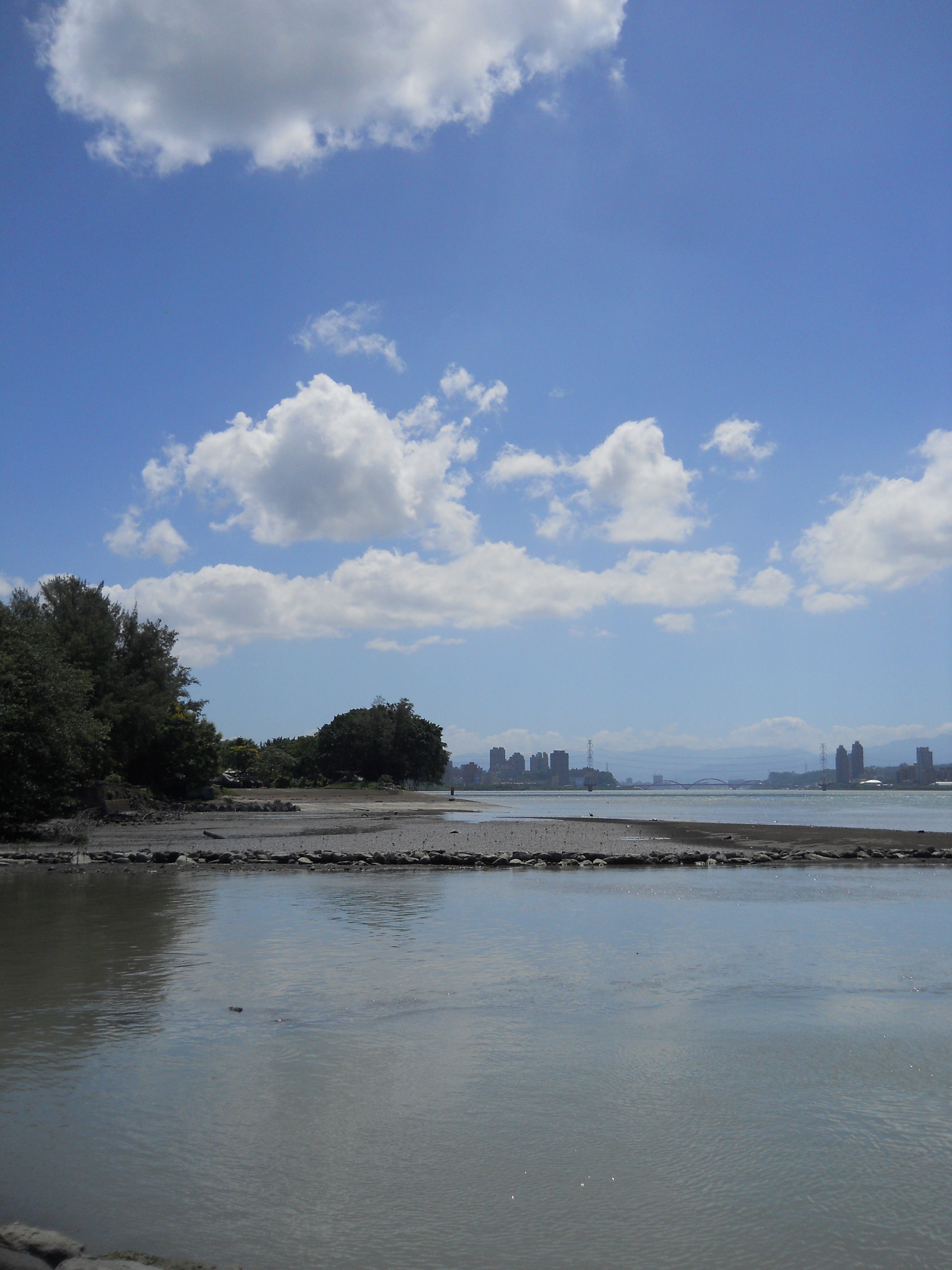